# دارنيل ساندرز
دارنيل ساندرز (بالإنجليزية: Darnell Sanders)‏ هو لاعب كرة قدم أمريكية أمريكي، ولد في 16 مارس 1979 في كليفلاند في الولايات المتحدة.

## وصلات خارجية
- دارنيل ساندرز على موقع مرجع كرة القدم المحترفة.كوم (الإنجليزية)